# Vicealmirante Holdo
La vicealmirante Amilyn Holdo es un personaje ficticio de la franquicia Star Wars. Apareció por primera vez en la novela de 2017 Star Wars: Leia, Princesa de Alderaan, una precuela de Star Wars: Los últimos Jedi. En la novela, Holdo y Leia Organa se conocen cuando eran adolescentes cuando ambas estaban inscritas en la Legislatura de Aprendices de Coruscant, y Holdo posteriormente se convirtió en una miembro importante de la Alianza Rebelde. Holdo desempeña un papel secundario importante en la película, en la que Laura Dern la interpreta como miembro de la Resistencia de Organa, así como en varios cómics de Star Wars.

## Personaje
En las novelas y cómics de Claudia Gray, Amilyn Holdo es representada como una miembro excéntrica pero muy inteligente y competente de la Alianza Rebelde que con frecuencia es subestimada debido a sus peculiaridades. Conoce las prácticas esotéricas y espirituales de su planeta natal Gatalenta, como la astrología y el vuelo aéreo (un tipo de meditación), y habla con acertijos y extrañas metáforas. (Leia se refiere a sus patrones de habla distintivos como "habla Holdo"). En términos de apariencia, Holdo se tiñe el cabello de colores exóticos, habitualmente anda descalza, y se viste con ropa extravagante. Gray dijo:

Ella es alguien un poco excéntrica, que ve el mundo a través de un prisma que la mayoría de los demás no entiende. Al principio, Leia piensa que es agradable pero rara, pero con el tiempo se hace evidente que hay mucho más en Holdo de lo que podrías imaginar cuando la conociste por primera vez. Realmente no tenemos muchos verdaderos excéntricos en Star Wars, ¡así que fue divertido presentar a una!

El director de Los últimos Jedi, Rian Johnson, describió el personaje a la actriz Laura Dern como "alguien que es tan firme que no sabes de qué lado está porque no necesita que el resto del mundo conozca sus planes". Inicialmente, la versión cinematográfica de Holdo estaba destinada a ser muy cercana a su descripción en el libro, descrita por Johnson como "hippy-dippy"; Dern también comparó a Holdo con un hippie. Sin embargo, Johnson pensó que la interpretación de Dern era "demasiado espacial", por lo que las excentricidades de su personaje se atenuaron significativamente en la versión final del guion.
En una entrevista de 2018, Dern reveló que Holdo es sensible a la Fuerza.

## Apariciones

### Leia, princesa de Alderaan
Holdo hace su primera aparición como una estudiante adolescente de la Legislatura de Aprendices que se hace amiga de Leia durante una clase de Pathfinding. Posteriormente, se entera de la participación de Leia en la Alianza Rebelde y la ayuda en sus misiones. En particular, Holdo ayuda a Organa a navegar de forma segura hasta el sistema Paucris para advertir a los rebeldes sobre un ataque inminente del Imperio.

### Serie de cómics
Holdo aparece en varias historias de cómics de Star Wars. La historia "El giro correcto e incorrecto" del número 25 de Star Wars Adventures revisita la amistad adolescente de Holdo y Leia, con Amilyn pidiéndole a Leia que le enseñe a conducir un deslizador como pretexto para visitar los peligrosos niveles inferiores de Coruscant. En la historia del Especial 1 de Age of Resistance, "El Puente", ella asume el mando de una nave espacial de la Alianza Rebelde después de que el capitán es asesinado por un buque de guerra imperial atacante, y salva a la tripulación haciendo lo que se conocerá como la "maniobra Holdo". En Star Wars: Age of Resistance – Poe Dameron #1, Holdo dirige una operación de espionaje de la Resistencia para robar la cabeza de un droide de protocolo perteneciente a la Nueva República. Ella es confrontada por Poe Dameron, quien en ese momento es piloto de la Nueva República, pero su identidad como ladrona nunca le es revelada, razón por la cual no la reconoce en Los últimos Jedi. Holdo hace otra aparición en el número 14 de la serie Star Wars (2020) de Marvel Comics, cuando informa a Leia sobre los planes de los criminales galácticos de vender el cuerpo congelado de Han Solo en una subasta. También se revela que Holdo ha estado trabajando con varios sindicatos del crimen galáctico para asegurar las cadenas de suministro para la Rebelión.

### El último Jedi
En The Last Jedi, Holdo es el Vicealmirante de la Resistencia que asume temporalmente el puesto de Comandante Suprema mientras Leia, ahora generala, está en coma tras un ataque de la Primera Orden. Existe desconfianza y tensión entre Holdo y Poe Dameron porque su imprudencia provocó muchas bajas en la flota de la Resistencia. Finalmente, Dameron organiza un motín contra Holdo. Después de que Leia se recupera de sus heridas y reprime el motín, Holdo hace que los miembros restantes de la Resistencia (incluida Leia) evacuen al planeta Crait a través de transportes mientras ella permanece en el buque insignia de Leia, el Raddus. Cuando la Primera Orden comienza a disparar contra los transportes que huyen, Holdo salta al hiperespacio a través del buque insignia del Líder Supremo Snoke, el Supremacy, para derrotar a la flota de la Primera Orden en un ataque suicida, que, en el momento de El ascenso de Skywalker, ya había sido denominado "maniobra Holdo".
El oficial naval Matt Hipple, escribiendo para The National Interest, analizó a Holdo como un ejemplo de "liderazgo tóxico" y escribió: "Los líderes fracasan cuando no establecen expectativas, no comunican intenciones o, como mínimo, no interactúan con subordinados clave [...] La falla de comunicación de la almirante Holdo obligó a sus subordinados a abandonar su autoridad formal por lealtades más altas en la jerarquía: el barco, la misión y la causa.

## Recepción
Algunos críticos compararon al personaje de las novelas con Luna Lovegood de la serie Harry Potter. Su personaje fue analizado desde una perspectiva feminista, y Valerie Estelle Frankel señaló que Holdo posee "un tipo de fuerza [femenina] no lineal muy diferente".
Se observó que la contraparte cinematográfica, interpretada por Laura Dern, se diferenciaba del personaje literario. Alexandra Stone describió la representación cinematográfica de Holdo, una "líder firme y tranquila" que difiere del peculiar personaje literario creado por Claudia Gray.
Con respecto a la aparición de Holdo en el cine, Arkady Martine escribió que "las mujeres que se parecen a Holdo, mujeres fatales, incluso en su mediana edad, mujeres a las que... les gustan las cosas frívolas, las joyas, el cabello brillante y el maquillaje incluso en los momentos más oscuros, estamos preparadaz para leer a mujeres así como mujeres que traicionarán", y que este "viejo tropo" finalmente se subvierte cuando Holdo resulta ser una hábil estratega con "credenciales militares impecables" que se sacrifica por la Resistencia. Caitlyn Busch describió el personaje de Dern como "un personaje femenino hermoso y severo que el público nunca ha visto antes; ella entra en acción, toma el control de la situación y avergüenza a un personaje masculino favorito como si fuera un niño insolente".

## enlaces externos
- Amilyn Holdo en StarWars.com
- Amilyn Holdo en Wookieepedia
- Amilyn Holdo en IMDb

- Datos: Q93168778